# Puerta de Toledo (Zaragoza)
El arco de Toledo fue una puerta de la ciudad española de Zaragoza, derribada a mediados del siglo XIX.

## Descripción

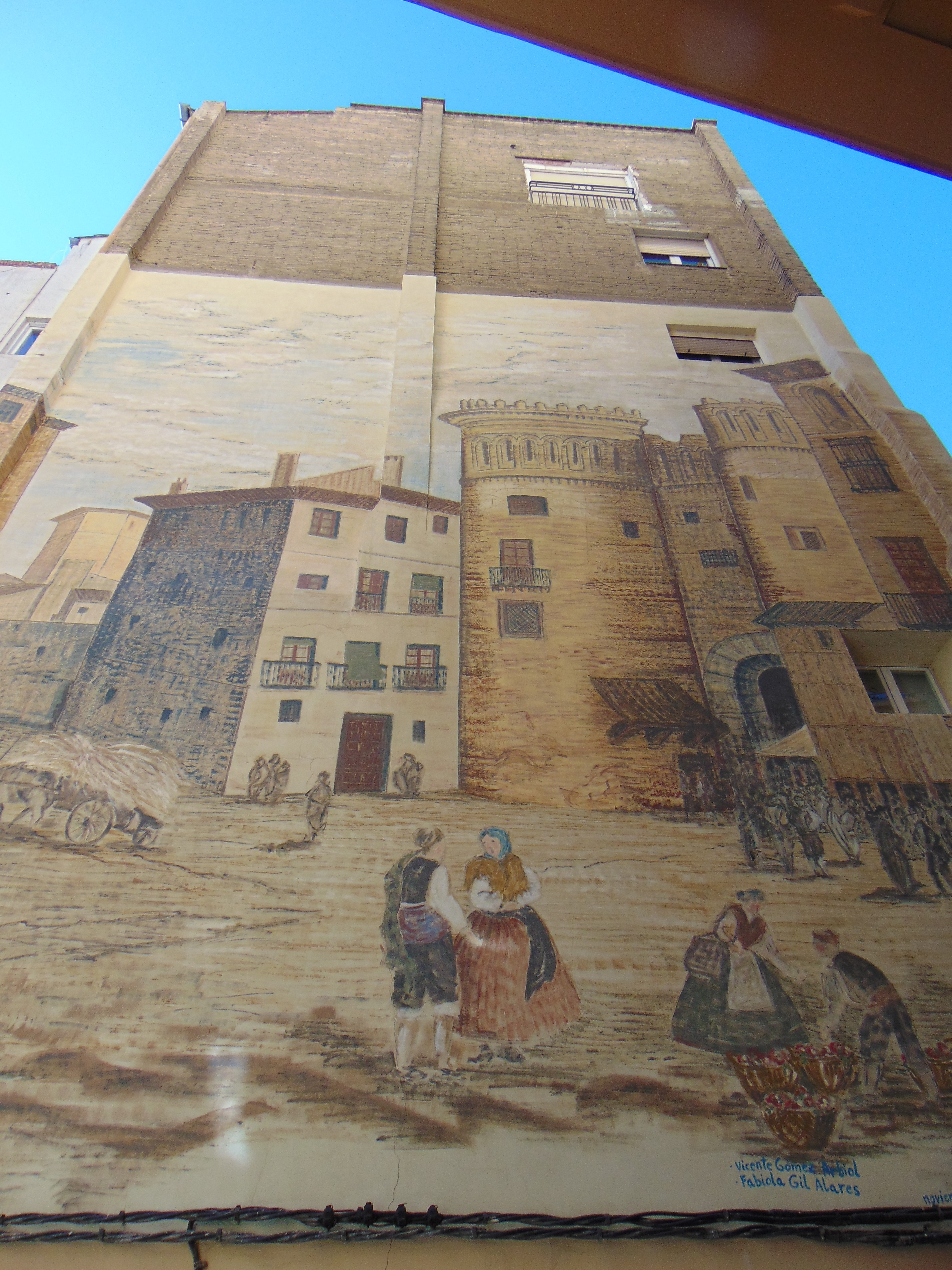
Puerta de Toledo en un mural del

Se hallaba situado en la antigua parte oeste de la ciudad, en el extremo de la calle Mayor, entre el mercado y la plaza del Justicia. Consistía en un arco de ladrillo con dos grandes torreones que guarnecían la puerta. Entre sus muros habría estado preso Antonio Pérez, primer ministro de Felipe II, cuando salió de la prisión de la Inquisición reclamado por el justicia Juan de Lanuza en virtud del poder que los fueros le concedían. La estructura, ya en ruinas, fue derribada por el Ayuntamiento de Zaragoza en 1842.
Existe un dibujo de Cecilio Pizarro de esta puerta, parte de la colección del Museo del Prado.